# Ерманно Ольмі
Ерма́нно О́льмі (італ. Ermanno Olmi; 24 липня 1931, Бергамо, Італія — 5 травня 2018, Азіаго) — італійський кінорежисер, сценарист та продюсер. Лауреат численних фестивальних та професійних кінонагород .

## Біографія
Ерманно Ольмі народився 24 липня 1931 році в Бергамо, Італія. Після нетривалої роботи в театрі з 1952 року, влаштувавшись у міланський енергетичний концерн «Едісон-Вольта», на його замовлення зняв близько 40-а короткометражних науково-популярних фільмів, на яких вдосконалював режисерську майстерність.
Повнометражний дебют Ерманно Ольмі в ігровому кіно — фільм «Час зупинився» (1959), — був присвячений робітникам лінії електропередач. Після фільму «Заручені» (1963) режисер створює документально-художній життєпис за біографією папи Іоанна XXIII — «І прийшла людина…» (1965).
Паралельно з роботою в кінематографі Ерманно Ольмі у 1960-х-початку 1970-х років починає активно працювати на телебаченні, знявши більше двох десятків короткометражних і повнометражних, переважно ігрових фільмів, зокрема, «Оповідання про юних закоханих» (1967), «Одного разу» (1968), «Лахмітники» (1969), «Влітку» (1971), «Обставина» (1974), два останніх з яких вийшли у прокат. Фільм-сага Ольмі про бергамських селян на рубежі XIX—XX століть «Дерево для черевиків» отримав міжнародне визнання та Золоту пальмову гілку 31-го Каннського кінофестивалю.
З початку 1980-х років Ерманно Ольмі створює кіноверсії книг святого Писання — про паломництво волхвів до Спасителя, що народився, у фільмах «Йшли вони, йшли» (1983) «Книга буття: Створення світу» (1994), обидва фільми в теле- і кіноваріантах. Після фільму «Довгого життя, синьйоро» (987, премія на МКФ у Венеції) режисер екранізує однойменне оповідання Й. Рота «Легенда про святого пияка» (1988, головна премія на Венеційському кінофестиваля), знову підтверджуючи свою світову славу.
У 1982 році Ерманно Ольмі заснував (разом з П. Валимарана) кінолабораторію Ipotesi Cinema, де викладав свій кінематографічний метод.
Свій останній повнометражний фільм, «Повернуться зелені луги», Ерманно Ольмі зняв у 2014 році.
Ерманно Ольмі помер після тривалої хвороби 5 травня 2018 році в лікарні міста Азіаго, куди був доставлений через чергового загострення.

## Фільмографія (вибіркова)
Загалом фільмографія режисерських робіт Ерманно Ольмі налічує понад 80 фільмів.
| Рік  | Українська назва                         | Оригінальна назва                 | Примітки |
| ---- | ---------------------------------------- | --------------------------------- | -------- |
| 1959 | Час зупинився                            | II Tempo si е fermato             |          |
| 1961 | Вакантне місце (Місце)                   | II posto                          |          |
| 1963 | Заручені                                 | I fidanzati                       |          |
| 1965 | І прийшла людина…                        | Е veiine unuomo…                  |          |
| 1967 | Оповідання про юних закоханих            | Racconti di giovani amori         |          |
| 1968 | Одного разу                              | Uncertogiorno                     |          |
| 1969 | Лахмітники                               | I recuperanti                     |          |
| 1971 | Влітку                                   | DuranteTestate                    |          |
| 1974 | Обставина                                | La circostanza                    |          |
| 1978 | Дерево для черевиків                     | L'albero degli zoccoli            |          |
| 1983 | Йшли вони, йшли                          | Cammina, cammina                  |          |
| 1984 | Мілан, 83                                | Milano 83                         | док.     |
| 1986 | Ризиковані діти                          | Ragazzi a rischio                 | док.     |
| 1987 | Довгого життя, синьйоро                  | Lunga vita alla signora           |          |
| 1988 | Легенда про святого пияка                | La leggenda delsanto bevitore     |          |
| 1992 | Пореке                                   | Lungo il flume                    | док.     |
| 1992 | Таємниця старого лісу                    | Il segreto del bosco vecchio      |          |
| 1994 | Книга Буття: Створення світу             | Genesi: La creazione e il diluvio | ТБ       |
| 1999 |                                          | Il denaro non esiste              | ТБ       |
| 2001 | Великий Медічі: Лицар війни              | Il mestiere delle armi            |          |
| 2003 | Легенда про помсту                       | Cantando dietro i paraventi       |          |
| 2005 | Квиток на потяг                          | Tickets                           |          |
| 2007 | Сто цвяхів                               | Centochiodi                       |          |
| 2011 | Картонне село                            | Il villaggio di cartone           |          |
| 2013 | Венеція 70: Перезавантаження майбутнього | Venice 70: Future Reloaded        |          |
| 2014 | Повернуться зелені луги                  | Torneranno i prati                |          |
| 2015 |                                          | Il pianeta che ci ospita          |          |

## Визнання
| Рік                                               | Категорія                                                            | Фільм                       | Результат |
| ------------------------------------------------- | -------------------------------------------------------------------- | --------------------------- | --------- |
| Золотий кубок                                     |                                                                      |                             |           |
| 1960                                              | Час зупинився                                                        | Час зупинився               | Перемога  |
| 1979                                              | Найкращий режисер                                                    | Дерево для черевиків        | Перемога  |
| 1992                                              | Найкращий сценарій (з Мауріціо Заччаро)                              | Долина каменю               | Перемога  |
| 2001                                              | Найкращий режисер                                                    | Великий Медічі: Лицар війни | Перемога  |
| 2001                                              | Найкращий продюсер (з Роберто Чичутто та Луїджі Мусіні)              | Великий Медічі: Лицар війни | Перемога  |
| Венеційський міжнародний кінофестиваль            |                                                                      |                             |           |
| 1961                                              | Приз міста Імола                                                     | Вакантне місце              | Перемога  |
| 1961                                              | Приз Пазінетті                                                       | Вакантне місце              | Перемога  |
| 1961                                              | Приз Міжнародної Католицької організації в царині кіно (OCIC)        | Вакантне місце              | Перемога  |
| 1965                                              | Приз Золоте Кермо                                                    | І прийшла людина…           | Перемога  |
| 1987                                              | Золотий лев                                                          | Довгого життя, синьйоро     | Номінація |
| 1987                                              | Срібний лев                                                          | Довгого життя, синьйоро     | Перемога  |
| 1987                                              | Приз ФІПРЕССІ                                                        | Довгого життя, синьйоро     | Перемога  |
| 1987                                              | Премія Товариства психологів                                         | Довгого життя, синьйоро     | Перемога  |
| 1988                                              | Золотий лев                                                          | Легенда про святого пияка   | Перемога  |
| 1988                                              | Приз Міжнародної Католицької організації в царині кіно (OCIC)        | Легенда про святого пияка   | Перемога  |
| 2008                                              | Золотий лев за кар'єру                                               | Золотий лев за кар'єру      | Перемога  |
| Премії Британського кіноінституту                 |                                                                      |                             |           |
| 1961                                              | Сазерленд Трофі                                                      | Вакантне місце              | Перемога  |
| Давид ді Донателло                                |                                                                      |                             |           |
| 1962                                              | Найкращий режисер                                                    | Вакантне місце              | Перемога  |
| 1982                                              | Європейський Давид                                                   | Європейський Давид          | Перемога  |
| 1989                                              | Найкращий режисер                                                    | Легенда про святого пияка   | Перемога  |
| 1989                                              | Найкращий сценарій (з Тулліо Кезішем)                                | Легенда про святого пияка   | Номінація |
| 1989                                              | Найкращий монтаж                                                     | Легенда про святого пияка   | Номінація |
| 1992                                              | Приз Лукіно Вісконті                                                 | Приз Лукіно Вісконті        | Перемога  |
| 2002                                              | Найкращий фільм                                                      | Великий Медічі: Лицар війни | Перемога  |
| 2002                                              | Найкращий режисер                                                    | Великий Медічі: Лицар війни | Перемога  |
| 2002                                              | Найкращий сценарій                                                   | Великий Медічі: Лицар війни | Номінація |
| 2002                                              | Найкращий продюсер                                                   | Великий Медічі: Лицар війни | Перемога  |
| 2007                                              | Найкращий фільм                                                      | Сто цвяхів                  | Номінація |
| 2007                                              | Найкращий режисер                                                    | Сто цвяхів                  | Номінація |
| 2007                                              | Найкращий сценарій                                                   | Сто цвяхів                  | Номінація |
| 2007                                              | Премія критики                                                       | Сто цвяхів                  | Перемога  |
| 2015                                              | Найкращий фільм                                                      | Зелень знову зацвіте        | Номінація |
| 2015                                              | Найкращий режисер                                                    | Зелень знову зацвіте        | Номінація |
| Італійський національний синдикат кіножурналістів |                                                                      |                             |           |
| 1962                                              | Премія «Срібна стрічка» за найкращу режисерську роботу               | Вакантне місце              | Номінація |
| 1962                                              | «Срібна стрічка» за найкращий оригінальний сюжет (з Етторе Ломбардо) | Вакантне місце              | Номінація |
| 1979                                              | «Срібна стрічка» за режисерську роботу                               | Дерево для черевиків        | Перемога  |
| 1979                                              | «Срібна стрічка» за найкращий оригінальний сюжет                     | Дерево для черевиків        | Перемога  |
| 1979                                              | «Срібна стрічка» за найкращий сценарій                               | Дерево для черевиків        | Перемога  |
| 1979                                              | «Срібна стрічка» за найкращу операторську роботу                     | Дерево для черевиків        | Перемога  |
| 1986                                              | «Срібна стрічка» за найкращу режисерську роботу (к/м фільм)          | Мілан, 83                   | Перемога  |
| 1989                                              | «Срібна стрічка» за найкращу режисерську роботу                      | Легенда про святого пияка   | Перемога  |
| 1989                                              | «Срібна стрічка» за найкращий сценарій                               | Легенда про святого пияка   | Перемога  |
| 1993                                              | «Срібна стрічка» за найкращий сценарій                               | Долина каменю               | Номінація |
| 2001                                              | «Срібна стрічка» за найкращу режисерську роботу                      | Великий Медічі: Лицар війни | Номінація |
| 2004                                              | «Срібна стрічка» за найкращу режисерську роботу                      | Легенда про помсту          | Номінація |
| 2004                                              | «Срібна стрічка» за найкращий оригінальний сюжет                     | Легенда про помсту          | Перемога  |
| 2007                                              | «Срібна стрічка» за найкращий оригінальний сюжет                     | Сто цвяхів                  | Номінація |
| Каннський міжнародний кінофестиваль               |                                                                      |                             |           |
| 1963                                              | Золота пальмова гілка                                                | Заручені                    | Номінація |
| 1963                                              | Приз Міжнародної Католицької організації в царині кіно (OCIC)        | Заручені                    | Перемога  |
| 1978                                              | Золота пальмова гілка                                                | Дерево для черевиків        | Перемога  |
| 1978                                              | Приз Екуменічного журі                                               | Дерево для черевиків        | Перемога  |
| 2001                                              | Золота пальмова гілка                                                | Великий Медічі: Лицар війни | Номінація |
| Міжнародний кінофестиваль у Сан-Себастьяні        |                                                                      |                             |           |
| 1974                                              | Спеціальна згадка                                                    | Обставина                   | Перемога  |
| Премія «Сезар»                                    |                                                                      |                             |           |
| 1979                                              | Найкращий фільм іноземною мовою                                      | Дерево для черевиків        | Перемога  |
| Синдикат французьких кінокритиків                 |                                                                      |                             |           |
| 1979                                              | Найкращий іноземний фільм                                            | Дерево для черевиків        | Перемога  |
| Монреальський кінофестиваль                       |                                                                      |                             |           |
| 1992                                              | Приз за життєві досягнення                                           | Приз за життєві досягнення  | Перемога  |
| Приз Європейської кіноакадемії                    |                                                                      |                             |           |
| 2001                                              | Найкращий європейський режисер                                       | Великий Медічі: Лицар війни | Номінація |
| Золотий глобус                                    |                                                                      |                             |           |
| 2001                                              | Найкращий фільм                                                      | Великий Медічі: Лицар війни | Перемога  |
| 2001                                              | Найкращий режисер                                                    | Великий Медічі: Лицар війни | Номінація |
| 2010                                              | Золотий глобус за кар'єру                                            | Золотий глобус за кар'єру   | Перемога  |
| Кінофестиваль Флайяно                             |                                                                      |                             |           |
| 2001                                              | Найкращий фільм                                                      | Великий Медічі: Лицар війни | Перемога  |
| Міжнародний кінофестиваль у Локарно               |                                                                      |                             |           |
| 2004                                              | Почесний Леопард                                                     | Почесний Леопард            | Перемога  |
| Міжнародний кінофестиваль в Сан-Паулу             |                                                                      |                             |           |
| 2015                                              | Гуманітарна премія                                                   | Гуманітарна премія          | Перемога  |
| 2015                                              | Приз критиків                                                        | Зелень знову зацвіте        | Перемога  |